# Tim Bradstreet
Timothy "Tim" Bradstreet (Cheverly, Maryland, 16 de Fevereiro de 1967), é um ilustrador, mundialmente conhecido por seu trabalho como capista de diversos títulos de histórias em quadrinhos, assim como seu trabalho com posters, ilustrações para livros e RPGs. Atualmente Bradstreet mora em San Diego, com sua esposa Missy live.
Bradstreet começou a ilustrar profissionalmente desde que se formou, em 1985. Auto-ditada, escolheu, ao invés de passar por treinamento em alguma das renomadas instituições dos Estados Unidos, trabalhar diretamente sob a tutoria do artista Steve Venters, na editora Fantasmagraphics. Bradstreet começou, sob a tutela de Venters, a realizar ilustraçõs para RPGs. Em 1990, ele começou a trabalhar com o autor Tim Truman na série  Dragon Chiang.
Nos anos seguintes, ele iria estar entre os ilustradores de RPGs como Twilight 2000 e o popular Shadowrun, reconhecido por sua temática cyber-punk. Mas foi o trabalho de Bradstreet em Vampiro: A Máscara que lhe garantiu aclamação por parte da crítica e do público. A notoriedade concedida por estes trabalhos fez com que ele fosse chamado para diversos projetos relacionados à quadrinhos e RPGs, como Vampire: Bloodlines, pela produtora de vídeo games Activision, Star Wars, pela Dark Horse Comics, diversas capas para as séries mensais The Punisher e Blade, para a Marvel Comics, além de ter sido um capista comum na Vertigo, em séries como Gangland, Unknown Soldier, Human Target, e Hellblazer (título ao qual é mais comumente associado).
Bradstreet recebeu o prêmio de Melhor Artista de  1996 pela International Horror Guild. Ele foi indicado, em 2005, por seu trabalho como capista da série Hellblazer. O trabalho em Hellblazer também lhe rendeu uma indicação, em 2002, ao renomado prêmio Eisner de Melhor.
No ano de 2000, foi convidado pelo diretor Guillermo Del Toro para ser artista conceitual do filme Blade 2, ajudando no elaboração do design do filme. Em 2003, elaborou uma série de pósteres para o filme The Punisher, estrelado por Thomas Jane e produzido pela Marvel e pela Lions Gate Films.
Em 2006, a banda britânica de heavy metal Iron Maiden convitou Bradstreet para criar a capa de seu mais recente álbum, A Matter of Life and Death.
Bradstreet segue um estilo extremamente fotorealista, combinando o uso de fotos posadas com lápis e nanquim, mas ao contrários de outros artistas do mesmo estilo, como Greg Land ou Mike Mayhew, ele não se restringiu à um único tipo de ilustração, tendo contribuído com temas que variaram da fantasia à ficção científica.